# Jacques Nels
Pour les articles homonymes, voir Nels.
Jacques Nels est un écrivain français, lauréat du prix Interallié en 1946.

## Œuvre
- 1945 : La Mesure des hommes, Éditions du Bateau ivre
- 1946 : Poussière du temps – Prix Interallié
- 1984 : Les tiroirs de la commode (Grasset) - Prix d'Académie 1985